# عزيز غرباوي
عزيز غرباوي (مواليد 16 مايو 1988م)، هو مُمثل سعودي، حاصل على هندسة الكترونية من جامعة كيب بريتون في كندا عام 2014م، شارك في عدة مسلسلات منها رشاش وسفر برلك ومسلسل last light وغيرها.

## أعماله
- سفر برلك 2023.
- صعود السحرة 2023.[3]
- مسلسل last light
- رشاش 2021.[4]
- بنات الملاكمة الجزء الثاني 2020.
- كحل أبيض 2020.
- بشر 2018.[1]

## وصلات خارجية
- عزيز غرباوي في قاعدة بيانات الأفلام على الإنترنت